# Nature Chemical Biology
Nature Chemical Biology — научный журнал в области химии и биологии, издаваемый Nature Publishing Group с 2005 года.
В 2012 году журнал обладал импакт-фактором 12,948, что является самым высоким показателем для журналов по химической биологии и смежным наукам.

## О журнале
Журнал публикует статьи, посвящённые последним достижениям в области химической биологии. Помимо этого сайт журнала является форумом для обмена идеями внутри сообщества учёных, занимающимися исследованиями в этой и смежных областях. Дополнительно в онлайн версии журнала предоставляются следующие услуги:
- PubChem ссылки, позволяющие осуществлять быстрый переход к информации о какой-либо молекуле, имеющейся в этой базе данных
- Информация о химических соединениях, упоминания которых встречаются в текстах статей
- Трёхмерный рендеринг соединений, основанный на использовании программы Jmol